# Tierschutz-Skandale.de
Die Website Tierschutz-Skandale.de ist ein Archiv-Projekt deutscher Tierrechtsorganisationen, u. a. Aninova, Soko Tierschutz und Animal Rights Watch. Die Vereine zeigen mit diesem Projekt, dass eine systematische Quälerei von sogenannten „Nutztieren“ durch die Verantwortlichen Alltag in der Landwirtschaft und  Teil des Systems der Massentierhaltung ist.

## Geschichte
Das Archiv, das die Karte der Tierquälerei in Deutschland beinhaltet, wurde am 13. Juni 2021 veröffentlicht. Auf der Karte, die dem ARD-Magazin Fakt exklusiv 2021 vorlag, sind die von ihnen aufgedeckten Skandale (163 Fälle) der vergangenen sieben Jahre (Stand 2023) dokumentiert.

## Inhalte
Die auf der Website dargestellten Tierschutz-Fälle basieren auf Recherchen der jeweiligen Organisationen. So wurde das Bildmaterial und die dazugehörigen Informationen entweder den Organisationen zugespielt oder Mitglieder des Vereins haben die Dokumentation selbst durchgeführt. Den zuständigen Behörden waren die hier dargestellten Missstände im Vorfeld nicht bekannt und wurden erst durch die Organisationen darauf aufmerksam gemacht. Die Karte zeigt, dass es in allen Bundesländern, bei allen Tierarten und in allen Haltungsformen immer wieder zu Verfehlungen kommt. Sie zeigt zudem, dass es in Deutschland, unter aktuellen Bestimmungen, nur zu einem niedrigen Prozentsatz zu einer Strafverfolgung kommt. Bei den 163 Fällen konnten insgesamt 24 Strafen dokumentiert werden. Die meisten davon sind Geldstrafen. Fünfmal erging ein Tierhalte- oder Tierumgangsverbot. Drei Gerichte verhängten eine Haftstrafe zur Bewährung.